# Notranja energija
Nótranja energíja (oznaka Wn in tudi U) je oblika energije, ki jo ima telo zaradi svojega stanja. K njej se šteje kinetično energijo, ki jo imajo atomi in molekule snovi zaradi svojega gibanja, ter prožnostno energijo, ki jo imajo atomi in molekule v snovi zaradi medsebojnih privlačnih ali odbojnih sil.
Pri enoatomnem idealnem plinu je notranja energija kar enaka vsoti posameznih translacijskih kinetičnih energij, ki jo imajo atomi plina. Pri večatomnem idealnem plinu je treba poleg translacijske kinetične energije upoštevati še prispevke zaradi vrtenja in nihanja molekul. Pri neidealnih plinih, še bolj pa pri tekočinah in trdnih snoveh je treba k tem prispevkom prišteti še potencialno energijo molekul zaradi medmolekulskih sil. K notranji energiji se šteje tudi kemično energijo, ki se spreminja ob nastanku in razgradnji kemijskih vezi, in jedrsko energijo, ki se sprošča ob preoblikovanju atomskih jeder.
Termodinamika se navadno omeji na obravnavo primerov, pri katerih telo na začetku in koncu poskusa miruje, prav tako pa se ne premakne njegovo masno središče. V tem primeru je notranja energija edini prispevek k energiji. Prvi zakon termodinamike se lahko zato zapiše v obliki, ki pravi, da je sprememba notranje energije telesa enaka vsoti dovedene ali odvedene toplote Q ter dovedenega ali odvedenega dela A:
{\displaystyle \Delta W_{n}=Q+A\!\,.}

## Notranja energija idealnega enoatomnega plina
Notranja energija idealnega enoatomnega plina je posebej enostaven zgled, na katerem se lahko pokaže zvezo med opisom sistema z mikroskopskimi mehanskimi količinami ter opisom z makroskopskimi termodinamičnimi količinami.
Molekule enoatomnega idealnega plina se obravnava kot točkasta telesa, ki ne delujejo druga na drugo. Edini prispevek k energiji je translacijska kinetična energija. Notranja energija takega plina je potemtakem kar enaka skupni kinetični energiji vseh N molekul v posodi:
{\displaystyle W_{n}=\sum _{i=1}^{N}{\frac {mv_{i}^{2}}{2}}\!\,.}
Pri tem je m masa molekule, vi pa njena hitrost.
Če se skupno kinetično energijo deli s številom molekul, izhaja povprečna kinetična energija:
{\displaystyle {\frac {1}{N}}\sum _{i=1}^{N}{\frac {mv_{i}^{2}}{2}}={\frac {m\langle v\rangle ^{2}}{2}}=\langle W_{k}\rangle \!\,.}
Z orodji statistične mehanike se da pokazati, da je povprečna kinetična energija molekule ravno 1/2 kBT na prostostno stopnjo. Pri treh prostostnih stopnjah torej velja:
{\displaystyle \langle W_{k}\rangle ={\frac {3}{2}}k_{\rm {B}}T\!\,.}
Pri tem je T absolutna temperatura, kB pa Boltzmannova konstanta.
Notranja energija idealnega plina je torej premo sorazmerna absolutni temperaturi:
{\displaystyle W_{n}=N{\frac {3}{2}}k_{\rm {B}}T={\frac {3}{2}}\nu RT\!\,.}
Pri tem je ν število molov plina, R pa splošna plinska konstanta.